# Frits Wester
Frits Wester (Veenendaal, 29 maart 1962) is een Nederlands journalist. Hij is parlementair verslaggever voor RTL Nieuws.

## Biografie
Wester was al vroeg bij de politiek betrokken. Op zijn zeventiende was hij betrokken bij de oprichting van het CDJA (CDA-jongeren) in Alkmaar. Op tweeëntwintigjarige leeftijd zat hij in een groot aantal lokale organisaties op een groot aantal gebieden: "Ik was zeer bezig met abortus, euthanasie, werkloosheid en kruisraketten".
Als chauffeur van CDA-fractievoorzitter Bert de Vries kwam hij in aanraking met de landelijke politiek. Hij kreeg een baan bij de fractievoorlichting van het CDA, en werd de persoonlijk voorlichter van Elco Brinkman. Voor de campagne van de Tweede Kamerverkiezingen 1994 bedacht hij de lopende presentatie, de zogenaamde "Brinkman-shuffle".
Voor het CDA verliepen deze verkiezingen niet goed (20 zetels verlies). De jaren van Paars I begonnen en Brinkman vertrok uit de Tweede Kamer. Hij bleef wel lid van het CDA. Wester kon vrij kort daarna aan de slag bij RTL Nieuws, als gast bij Barend & Van Dorp en bij RTL Z. Wester ontwikkelde zich tot een journalist die veel primeurs bracht. Zo slaagt hij er vrijwel elk jaar in het embargo op de miljoenennota te omzeilen en de begroting al voor de officiële presentatie op Prinsjesdag te publiceren. In 2005 stelde hij in Villa Felderhof dat hij benaderd zou zijn om staatssecretaris te worden. Vlak na de dood van Pim Fortuyn voor de portefeuille van Immigratiezaken en tijdens de formatie voor Mediazaken. Hij weigerde in beide gevallen omdat hij het te veel naar zijn zin had in zijn functie van politiek verslaggever. Tijdens de Tweede Kamerverkiezingen van 2006 verklaarde hij wel in te zijn voor een staatssecretariaat als Balkenende hem zou vragen. Later ontkende hij dat en stelde hij dat de opmerking 'louter hypothetisch' was.
Frits Wester kwam in 2004 in het nieuws omdat hij de Nationale Nieuwsquiz won en daarbij vals zou hebben gespeeld. Volgens het productieteam van de show kende hij ten minste één vraag met antwoord, nadat een mededeelnemer dit in een draaiboek had gezien en aan hem had doorgespeeld. Wester ontkende. In 2017 deed Wester mee aan het programma Kroongetuige.
In september 2019 maakte Wester bekend een rustpauze in te lassen vanwege gezondheidsredenen, gerelateerd aan alcoholgebruik. Na een onderbreking van vier maanden pakte hij in januari 2020 zijn werkzaamheden weer op.
In oktober 2022 was Wester als een van de verraders te zien in De Verraders Halloween op Videoland. In 2023 was Wester een van de deelnemers aan het 23e seizoen van het RTL 4-programma Expeditie Robinson, hij viel als derde af en eindigde daarmee op de achttiende plek. In datzelfde jaar deed hij samen met Mark Baanders mee aan het televisieprogramma De Nieuwsquiz 2023. In 2024 deed Wester mee aan het televisieprogramma Wat een dag!.

## Trivia
- Frits Wester en Roelof Hemmen deden in 2012 mee aan de Tulpenrallye. Wester en Hemmen zamelden enkele tienduizenden euro's in voor Stichting KiKa.
- Frits Wester woonde in zijn jeugd in Oudorp bij Alkmaar. Hij staat bekend als supporter van de voetbalclub AZ.[9]